# Slagmaleri
Slagmaleri eller bataljemaleri er en malerisk fremstilling af slag og krigsbegivenheder, enten af slaget i dets helhed, dets masseudfoldelse på en situationsplan, eller enkelttildragelser, der kan indordnes både under historie- og genremaleriet, en gren af det; i øvrigt er grænserne her selvfølgelig ganske vage; hvor slagmaleriet går over i en skildring af soldaterlivet, dets episoder i fred og krig, er det genremaleri.
Snart skildrer slagmaleriet virkeligheden, snart tænkte tildragelser som det 17. og 18. århundredes "Rytterfægtninger". Snart gøres der rede for troppernes opstilling, den taktiske sam- og modvirkning, hvorved billederne ofte til skade for deres maleriske virkning får karakteren af en art generalstabsskildring, snart er det massernes effektfulde brydning, det maleriske sammenspil, krigstumlen og lidenskaben, der bliver slagmaleriets egentlig mål.
Og medens slagmaleriet vel som regel stiler mod den patriotiske forherligelse — og dets værker derfor også ofte på nationalstolthedens vinger er steget højere i ry, end deres kunstværd tillader — kan slagmaleriet til tider også benyttes, eller i alt fald opfattes, tendentiøst som et "til skræk og advarsel", for eksempel Vasilij Veresjtjagins Alt roligt i Sjipkapasset!.

## Historiske træk
Ægypten
Her skal da blot gives nogle spredte historiske træk. I Ægypten træffer vi et slagmaleri: Kongerne, der i overnaturlig størrelse mejer fjenderne ned for fode, men her er ikke tale om egentlig slag, kun om den overlegne sejrs triumf. I den sumeriske Gribestelen, Louvre, ses et egentlig slagbillede, men som skulptur.
Den klassiske oldtid
Fra den klassiske oldtid hører vi mere til slagmaleri, end vi ser til det. Slagmaleri af de kendte grækere Eufranor, Niklas osv. er ikke længere til. Det berømte, i komposition og skildring storladne og gribende mosaik Alexander-Slaget fra Pompeji giver måske en forestilling om Filoxenos' (Philoxenus fra Eretria ) lovpriste Alexander-Slag.
Middelalderen
I Middelalderen har slagmaleriet ikke gode vækstbetingelser: Bayeux-tapetet, som ikke er egentlig slagmaleri, giver interessante skildringer fra Vilhelm Erobrerens kamp; vægmaleriet på slottet i Merseburg med motivet Henrik I's Sejr over ungarerne viser den romanske kunsts slagmaleri.
Renæssancen
Først under renæssancen træder slagmaleriet frem igen for alvor med Paolo Uccello. Leonardo da Vincis og Michelangelos væddestridsarbejder, kartonerne Florentinernes Kamp ved Anghiari, der dannede skole, men nu kun kendes brudstykkevis og løselig gennem stik, er mærkepæle i slagmaleriets historie. I Rafaels Konstantins-Slaget (i Vatikanet), der blev fuldført af hans elever efter Rafaels død, udfolder slagmaleriet sig i sin glans.
I den følgende tid deltes kunsten i højere grad end forhen i fag. Fra Jan van Eyck'ernes historiemaleri bredte efterhånden de enkelte "fag" sig som grene med særlige dyrkere. Vi får nu også slagmalere af fag. Dette gælder nu ikke om Rubens Amazoneslag eller senere Le Brun, der i rafaelitisk lignelse dyrkede det "heroiske" slagmaleri, Charles Le Bruns Alexander-Slag, heller ikke om Albrecht Altdorfer, af hvem man har et Alexander-Slag i Münchens Pinakotek. I syden står Salvator Rosa som den førende skikkelse. Men for hollandske malere i 17. århundrede som Philip Wouwerman og hans samtidige italieneren Michelangelo Cerquozzi og franskmanden Jacques Courtois får feltlivet en forgrundsplads. Franskmanden Jacques Callot (1592—1635) havde i sine stik vist vejen hertil: med historiske troskab havde han skildret Bredas belejring og andre krigsoperationer, og i Les Grandes Misères de la guerre (1632 og 1633) havde han givet fri, genremæssige kompositioner, der fremstillede soldatens maleriske liv i lejren og under kampen.
I samme spor gik slagmalere som Adam Frans van der Meulen, dog mest panoramamæssige slag-oversigter og portrætter af fæstninger. Johan van Hugtenburgh, Georg Philipp Rugendas og Francesco Casanova i 17. og 18. århundrede i de nordiske riger afspejlede denne bevægelse sig. Det var især fremmede kunstnere, der førte an, i Sverige var det den tyskfødte Johann Philipp Lemke, og til hofmalernes officielle arbejder hørte også krigstildragelser, i alt fald som forskønnende baggrund for portrætter eller i allegorisk klædebon, fra tidligere tid Jürgen Ovens, med flere.
Frankrig
Med revolutions- og Napoleons-Krigene går Frankrig i spidsen for udviklingen. Man frigør sig for de ustandselige efterligninger af Salvator Rosas og Wouwermans rytterscener. I første linje bør Antoine-Jean Gros nævnes, Napoleons berømte, geniale slagmaler. Men de fordums Le Brunske Grandes machines, konventionelle, mægtige antikke slagbilleder, kommer igen i anden form som enorme bataljer, hvor den maleriske gengivelse af hestene og uniformerne spiller en hovedrolle, ofte oplivede med anekdotiske træk.
Under Ludvig-Filip af Frankrigs borgerlige regimente får vi krigs- og soldaterforherligelsens tid. Kongen selv kæler for sit Versailles-Museum, hvortil der indkøbes slagmaleri en masse, langtfra altid af første sortering. Horace Vernet, en overlegent dygtig maler, er nu den toneangivende. I hans spor følger mange mindre ånder. Malere som Jean Alaux, Louis Hersent, Jean-Victor Schnetz etc. hører til Versailles-Galeriets flittigste leverandører med skildringer af Toutes les gloires de la France.
Stor betydning får på denne tid Nicolas Toussaint Charlets og Denis Auguste Marie Raffets litograferede blade fra soldaterlivet. Joseph Ferdinand Boissard de Boisdeniers (1813 – 1866) Tilbagetoget fra Moskva er betydeligt og egenartet. Flinke slagmalere er Hippolyte Bellangé, Paul Philippoteaux; senere Paul Alexandre Protais, Isidore Pils, Adolphe Yvon og Jean-Louis-Ernest Meissonier, og krigen 1870—71 fremkalder en dygtig skole af krigsmalere, blandt hvilke Édouard Detaille endnu nærmest fortsætter Vernets retning, medens Alphonse-Marie-Adolphe de Neuville giver det nyere kunstneriske syn; andre: Étienne Prosper Berne-Bellecour, Henry Louis Dupray, Alfred Philippe Roll, Aimé Morot og mange andre. 1. Verdenskrig gjorde det på en måde af med slagmaleriet, alt skulle jo være usynligt. Mere ad omveje, som i Théophile Steinlens La Guerre, ved gengivelse af enkeltepisoder og lignende søgte man malerisk at give krigens stemning.
Tyskland
Også i Tyskland har slagmaleri spillet en fremtrædende rolle. De kendteste navne er her Per Krafft den yngre, Peter von Hess, Adolf von Heydeck, Albrecht Adam, Alexander von Kotzebue og Franz Krüger, fra senere tid: Franz Adam og Georg Bleibtreu; endvidere Wilhelm Camphausen, Emil Hünten, Christian Wilhelm von Faber du Faur, Heinrich Lang; som i skulpturens Krieger-Denkmal, krigsmindesmærket, har begejstringen efter den vundne krig 1870—71 også i malerkunsten krævet en masseudfoldelse i form af slagstykker, der dog gennemgående imponerer mere kvantitativt end kvalitativt.
Rusland
I Rusland har krigsbilledet ligeledes indtaget en fremtrædende plads; de indenlandske malere har her især været påvirkede af Horace Vernet eller tyskeren Peter von Hess; til de bedste dyrkere af russisk slagmaleri hører Nikolay Sauerweid og Alexey Bogolyubov; Vereschagins sensationsbilleder har vundet verdensry.
Danmark
For Danmark: Christian August Lorentzens lidet værdifulde forsøg i slagmaleri, arbejder af Wilhelm Marstrand, Jørgen Valentin Sonne og Niels Simonsen, de to sidste fortjener efter deres maleriske produktions retning i særlig grad navnet som danske slagmalere, Vilhelm Jacob Rosenstand med flere i Frederiksborgmuseets portrætgaleri af danske krigshelte er der givet gode bidrag til slagmaleri, blandt andet af August Jerndorff. Frants Henningsen har især i sine elegant og sikkert udførte illustrationer til En Rekrut fra 1864 vist evner for soldater- og krigsbilledet.
I moderne tid er slagmaleriet delvist overtaget af krigsfotografiet, men Picasso malede i 1937 Guernica og Asger Jorn malede 1957-1972 Slaget om Stalingrad, førstenævnte er et abstrakt maleri og sidstnævnte nonfigurativt.